# Лельчиці
Ле́льчиці (біл. Лельчыцы) — селище міського типу, розташоване на річці Уборть за 215 км на південний захід від Гомелю і за 67 км від залізничної станції Єльськ на лінії Калинковичі - Овруч. Автошляхами з'єднане з Мозиром, Туровом, Глушковичами. Населення становить 10 606 осіб (2009), 11 310 осіб (2016), 11 393 особи (2017).

## Географія
У селищі річка Жмурня впадає у річку Уборть.

## Історія
Лельчиці вперше згадуються в 1569 році. Проте є думка, що поселення з'явилося ще в XV столітті. 31 травня 1412 року князь Вітовт передав спадок Уборть Віленського біскупу Миколі та його наступникам.
З XVI століття Лельчиці відомі як село, яке входило до Мозирському повіту Великого князівства Литовського.
Після другого поділу Речі Посполитої в 1793 році вже як центр волості воно було включено до складу Російської імперії. У 1866 році тут було 366 мешканців, 64 двори, церква, працювали 6 водяних млинів, корчма. На початку XX століття в містечку проживали 1216 осіб, налічувалося 170 будинків.
В кінці листопада 1917 року тут була проголошена Радянська влада. З липня 1924 року центр району, а у вересні 1938 року Лельчіцам надано статус селища міського типу в Поліській області.
Під час Другої світової війни тут велися запеклі бої і селище кілька разів переходило з рук в руки. За час окупації в районі було убито 2148 мирних жителів. Війська Білоруського фронту звільнили селище у січні 1944 року.
В 1954 році Лельчиці включені в Гомельську область. 

## Забудова
Одноповерхові будинки, у мікрорайонах зводяться 3-5-поверхові. 

## Підприємства
У західній частині селища працюють підприємства будівельних матеріалів, харчової промисловості.

## Освіта і культура
У Лельчицях є ПТУ, 2 середні школи, школа мистецтв, 2 спортивні школи, у т.ч. олімпійського резерву, бібліотеки, Будинок культури, Будинок ремесел, Центр творчості. У 1989 році створено краєзнавчий музей. Видається газета «Світле життя».